# Osella
Osella également connue sous le nom Osella Corse ou Osella Engineering est une ancienne écurie de sport automobile italienne qui s'est notamment engagée en championnat du monde de Formule 1 de 1980 à 1990. En 132 Grands Prix, Osella a inscrit cinq points et son meilleur résultat en course est une quatrième place (Jarier à Imola en 1982).

## Histoire

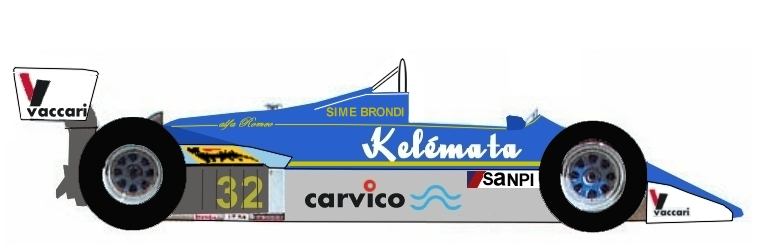
Osella FA1E de 1983

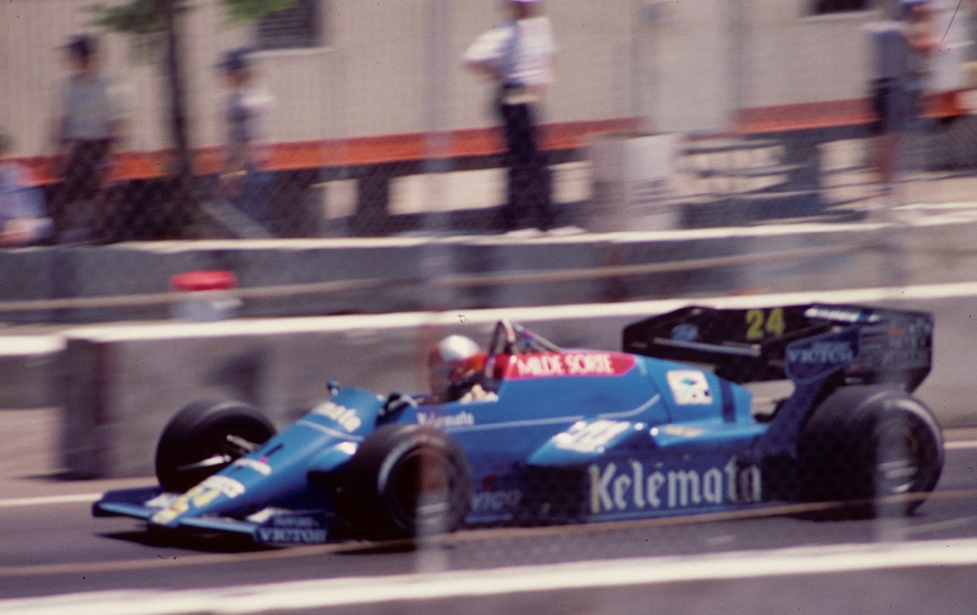
Piercarlo Ghinzani sur Osella FA1F en 1984 à Dallas

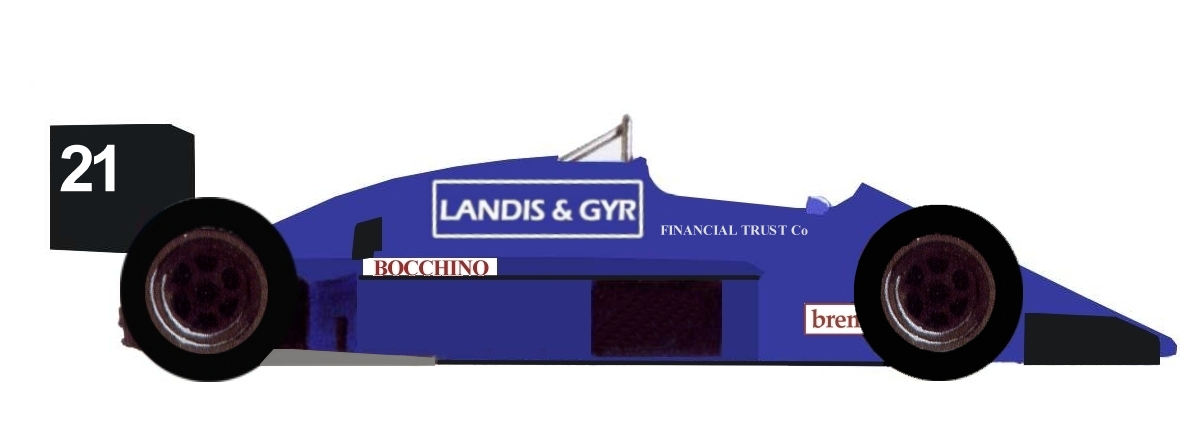
Osella FA1G de 1986

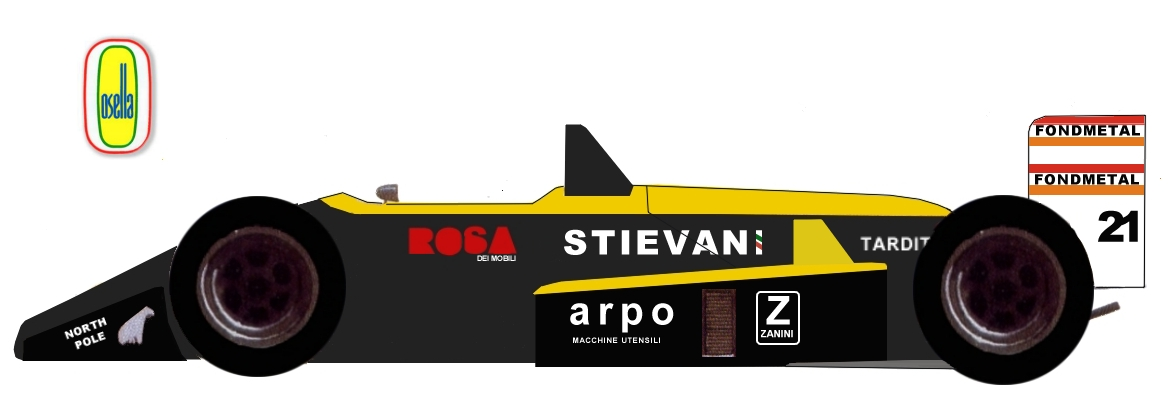
Osella FA1L de 1988

Enzo Osella, jeune ingénieur, décide de créer son écurie de course automobile en 1972 alors qu'il travaille pour Abarth depuis 1965. Avant de s'engager en Formule 1, il construit des prototypes et des Formule 2 qu'il confie à Giorgio Francia. Il ne s'engage en Formule 1 qu'en 1980. La première monoplace est conçue par Giorgio Stirano qui n'a que peu de temps pour la finaliser avant le début de la saison. La FA-1 est prête à être confiée à Eddie Cheever au Grand Prix d'Argentine mais se montre beaucoup trop lourde pour le Cosworth V8. Cheever termine à plus de dix secondes de la pole position lorsqu'il tente de se qualifier. La voiture repasse donc par la planche à dessin et perd plus de quarante kg, ce qui permet à Cheever de prendre le départ à Kyalami (abandon sur accident). Mais plus la saison avance, moins la voiture progresse, Cheever ne reçoit le drapeau à damiers qu'au Grand Prix d'Italie où il termine douzième.
En 1981, Osella engage la FA-1B, modeste évolution de sa devancière encore allégée. Cheever part chez Tyrrell Racing et Osella recherche des pilotes payants pour compléter son budget. C'est ainsi que vont s'aligner Giorgio Francia, Beppe Gabbiani, Piercarlo Ghinzani et Miguel Angel Guerra. Seul Jean-Pierre Jarier n'est pas sollicité financièrement. Celui-ci se contentera simplement d'aligner les meilleurs résultats de l'écurie (deux huitièmes places, une neuvième et une dixième).
En 1982, Jarier conserve son volant mais les résultats sont peu convaincants en début de saison (trois abandons en trois courses après des qualifications en fond de grille). Quant à son jeune équipier, le débutant Riccardo Paletti,  il a beaucoup de mal à se qualifier. Jarier termine quatrième à Saint Marin, offrant ainsi ses premiers points à l'écurie qui termine treizième du championnat des constructeurs. Au Canada, Paletti, qualifié en fond de grille, ne peut éviter la Ferrari de Didier Pironi qui a calé au départ. Il meurt sur le coup, son Osella s'embrasant à la suite du choc. L'équipe est traumatisée, Osella rappelle Ghinzani pour assurer l'intérim, puis décide de ne faire courir que Jarier. Fin 1982, le Français, découragé par les abandons à répétition signe chez Ligier.
En 1983, Osella fait appel à Alfa Romeo pour disposer d'un moteur turbo. Alfa fournit d'abord un V12 atmosphérique, monté dans la FA-1D. Le modèle suivant, FA-1E, équipé lui d'un V12 turbocompressé, n'est prêt qu'au Grand Prix de Saint Marin. Ghinzani ne réussit pas à se qualifier tandis que son coéquipier, Corrado Fabi, qui dispose de l'ancien châssis et de l'ancien moteur y parvient. Cet état de fait se reproduit plusieurs fois dans la saison, blanche sur le plan des points au championnat, les deux pilotes ne rallient l'arrivée qu'à trois reprises à eux deux.
Pour 1984, Osella n'engage qu'une monoplace, la FA-1E, pour Ghinzani, sans grande réussite. La FA-1F, dessinée par Petrotta est alignée à partir du Grand Prix du Brésil. Une deuxième monoplace est engagée pour l'Autrichien Jo Gartner sur huit courses. Si le châssis a beaucoup progressé, le moteur Alfa reste très fragile. Lorsqu'il tient la distance, il permet aux pilotes de se distinguer avec deux cinquièmes places, à Dallas pour Ghinzani et à Monza pour Gartner. L'Autrichien ne marque cependant pas de points car l'écurie n'avait engagé qu'une monoplace pour Ghinzani en début de championnat, et seule cette voiture est éligible pour les points. Osella se classe douzième du championnat des constructeurs avec deux points.
Osella commence la saison 1985 avec la monoplace de la saison précédente. La nouvelle FA-1G n'est prête qu'à Saint Marin et est un véritable raté. Elle casse régulièrement et, lorsqu'elle termine un Grand Prix c'est à quatorze tours du vainqueur. Ghinzani laisse alors sa place au pilote néerlandais Huub Rothengatter, sans plus de réussite.
En 1986, Christian Danner se voit proposer de conduire la vieille FA-1F de 1984 : il trouve vite refuge chez Arrows et se voit remplacé par Allen Berg. Ghinzani, revenu chez son mentor, a droit à une FA-1G jusqu'au Grand Prix de France où la nouvelle FA-1H est enfin finalisée. Celle-ci n'est pas plus performante que ses devancières et les résultats sont catastrophiques, l'équipe devant composer avec un florilège de châssis ratés et un moteur calamiteux.
En 1987, Osella recrute Gabriele Tarquini et Alex Caffi. Si Tarquini ne dispose que de l'ancienne monoplace, Caffi pilote la nouvelle FA-1I. Cette monoplace est la pire de toutes : moteur, turbo, suspensions, faisceau électrique, boîte, tous les éléments mécaniques ont leur lot de pannes et les voitures ne voient jamais le drapeau à damiers en treize courses.
Pour 1988, le moteur Alfa est rebadgé Osella. La FA-1L n'est prête qu'à Saint Marin mais n'est pas conforme : en effet, à la suite de l'accident de Jacques Laffite à Brands-Hatch, le pédalier doit être désormais placé en retrait du train avant afin de préserver les jambes des pilotes lors d'un choc frontal. Si la voiture est mise en conformité pour Monaco, Nicola Larini est confronté aux mêmes difficultés que ses prédécesseurs.
1989 est peut-être l'année du renouveau pour Osella : les turbos sont bannis, Osella se débarrasse de son antiquité née Alfa pour un Cosworth V8. Les monoplaces sont confiées à Larini et Ghinzani. Pourtant la FA-1M ne voit jamais la fin d'une course et provoque le dégoût de Ghinzani qui préfère arrêter sa carrière. 
En 1990, les difficultés financières sont de plus en plus présentes et Osella ne peut plus aligner deux voitures en course. Il engage Olivier Grouillard, viré par Ligier, qui ne rallie que quatre fois l'arrivée, non sans avoir réalisé l'exploit de qualifier la FA-1ME en huitième position lors du Grand Prix inaugural. 
Osella, exsangue financièrement, prend la décision de vendre son écurie à Gabriele Rumi, le patron des jantes en alliage Fondmetal. Fondmetal poursuit pendant deux saisons l'aventure entamée par Enzo Osella, sans plus de succès, avant de renoncer.
Enzo Osella pour sa part décide de revenir à la construction de voitures de sport-prototypes afin de participer au championnat d'Europe de course de côte.

## Résultats en championnat du monde de Formule 1
| Saison | Écurie               | Châssis                             | Moteur                                     | Pneus    | Pilotes                                                                                  | Grands Prix disputés | Points inscrits | Classement |
| ------ | -------------------- | ----------------------------------- | ------------------------------------------ | -------- | ---------------------------------------------------------------------------------------- | -------------------- | --------------- | ---------- |
| 1980   | Osella Squadra Corse | Osella FA1                          | Ford-Cosworth V8                           | Goodyear | Eddie Cheever                                                                            | 10                   | 0               | Non classé |
| 1981   | Osella Squadra Corse | Osella FA1B Osella FA1C             | Ford-Cosworth V8                           | Michelin | Jean-Pierre Jarier Giorgio Francia Beppe Gabbiani Piercarlo Ghinzani Miguel Angel Guerra | 10                   | 0               | Non classé |
| 1982   | Osella Squadra Corse | Osella FA1C Osella FA1D             | Ford-Cosworth V8                           | Pirelli  | Jean-Pierre Jarier Riccardo Paletti Piercarlo Ghinzani Johnny Cecotto                    | 13                   | 3               | 13e        |
| 1983   | Osella Squadra Corse | Osella FA1D Osella FA1E             | Ford-Cosworth V8 Alfa Romeo V12 atmo/turbo | Michelin | Corrado Fabi Piercarlo Ghinzani                                                          | 13                   | 0               | Non classé |
| 1984   | Osella Squadra Corse | Osella FA1E Osella FA1F             | Alfa Romeo V8 turbo                        | Pirelli  | Piercarlo Ghinzani Jo Gartner                                                            | 15                   | 2               | 11e        |
| 1985   | Osella Squadra Corse | Osella FA1F Osella FA1G             | Alfa Romeo V8 turbo                        | Pirelli  | Piercarlo Ghinzani Huub Rothengatter                                                     | 14                   | 0               | Non classé |
| 1986   | Osella Squadra Corse | Osella FA1F Osella FA1G Osella FA1H | Alfa Romeo V8 turbo                        | Pirelli  | Piercarlo Ghinzani Allen Berg Alex Caffi Christian Danner                                | 15                   | 0               | Non classé |
| 1987   | Osella Squadra Corse | Osella FA1G Osella FA1I             | Alfa Romeo V8 turbo                        | Goodyear | Franco Forini Alex Caffi Gabriele Tarquini                                               | 14                   | 0               | Non classé |
| 1988   | Osella Squadra Corse | Osella FA1L                         | Osella V8 turbo                            | Goodyear | Nicola Larini                                                                            | 10                   | 0               | Non classé |
| 1989   | Osella Squadra Corse | Osella FA1M                         | Ford-Cosworth V8                           | Pirelli  | Piercarlo Ghinzani Nicola Larini                                                         | 9                    | 0               | Non classé |
| 1990   | Fondmetal Osella     | Osella FA1M-E                       | Ford-Cosworth V8                           | Pirelli  | Olivier Grouillard                                                                       | 9                    | 0               | Non classé |

## Palmarès des pilotes d'Osella
| Pilotes             | Grands Prix disputés | Victoires | Podiums | Points inscrits | Pole positions | Meilleurs tours en course |
| ------------------- | -------------------- | --------- | ------- | --------------- | -------------- | ------------------------- |
| Eddie Cheever       | 10                   | 0         | 0       | 0               | 0              | 0                         |
| Miguel Angel Guerra | 1                    | 0         | 0       | 0               | 0              | 0                         |
| Beppe Gabbiani      | 3                    | 0         | 0       | 0               | 0              | 0                         |
| Piercarlo Ghinzani  | 47                   | 0         | 0       | 2               | 0              | 0                         |
| Giorgio Francia     | 0                    | 0         | 0       | 0               | 0              | 0                         |
| Jean-Pierre Jarier  | 20                   | 0         | 0       | 3               | 0              | 0                         |
| Riccardo Paletti    | 2                    | 0         | 0       | 0               | 0              | 0                         |
| Johnny Cecotto      | 0                    | 0         | 0       | 0               | 0              | 0                         |
| Corrado Fabi        | 9                    | 0         | 0       | 0               | 0              | 0                         |
| Jo Gartner          | 8                    | 0         | 0       | 0               | 0              | 0                         |
| Huub Rothengatter   | 7                    | 0         | 0       | 0               | 0              | 0                         |
| Christian Danner    | 5                    | 0         | 0       | 0               | 0              | 0                         |
| Allen Berg          | 9                    | 0         | 0       | 0               | 0              | 0                         |
| Alex Caffi          | 15                   | 0         | 0       | 0               | 0              | 0                         |
| Gabriele Tarquini   | 1                    | 0         | 0       | 0               | 0              | 0                         |
| Franco Forini       | 2                    | 0         | 0       | 0               | 0              | 0                         |
| Nicola Larini       | 18                   | 0         | 0       | 0               | 0              | 0                         |
| Olivier Grouillard  | 9                    | 0         | 0       | 0               | 0              | 0                         |